# Zunbil

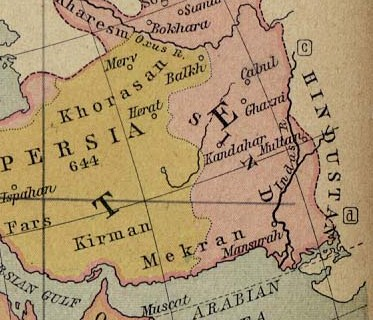
Mapa en 750 a. C. El territorio el territorio es parte de Hind (Sind), culturalmente conectado mayoritariamente con India (Hindustan).

Zunbil fue el título de una dinastía de origen indio que gobernó al sur del Hindu Kush, en el actual sur de Afganistán. Gobernaron del siglo VII temprano hasta la conquista islámica de Afganistán en 870. Se creen que descendían de los gobernantes heftalitas de Zabulistan. La dinastía estaba emparentada con los Kabul Shahis del nordeste de Kabul. "De las crónicas de Huei-ch'ao' se deduce que Barhatakin tuvo dos hijos: uno que gobernaría después de él en Kapisa-Gandhara y otro que llegó a ser rey de Zabul".
Los Zunbils adoraban a un dios solar llamado Zun al que deben su nombre. Su territorio abarcó lo que es ahora la ciudad de Zaranj en el sudoeste de Afganistán y Kabulistán en el nordeste, con Zamindawar y Gazni como sus capitales. El título Zunbil puede ser trazado al persa medio Zūn-dātbar, 'Zun, el justiciero'. El nombre geográfico Zamindawar también reflejaría esto desde el persa medio 'Zamin-i dātbar' (Tierra del justiciero).

## Historia

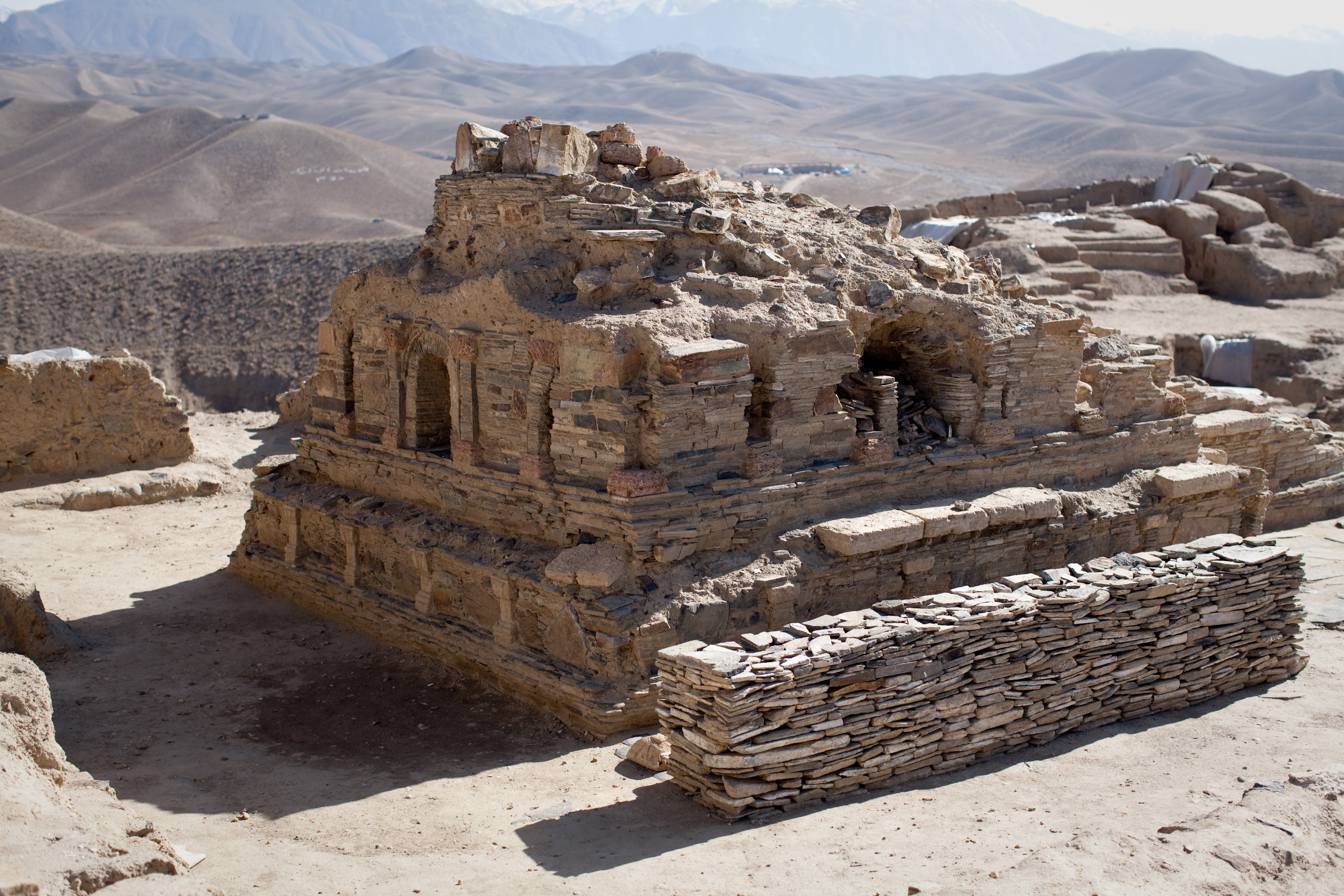
Excavación de una estupa budista en Mes Aynak en la provincia de Logar. Otras estupas han sido hallads en la vecina provincia de Gazni y el norte de la provincia de Samangan.

Según Anthony McNicoll, "los Zunbil gobernaron el área alrededor de Kandahar durante casi 250 años hasta finales del siglo IX dC". Su capital principal fue Zamindawar, localizada en la actual provincia de Helmand de Afganistán. El santuario de Zun (dios del sol) estaba localizado aproximadamente tres millas al sur de Musa Qala en Helmand. Algunos creen que el templo de Sunagir mencionado por el viajero chino Xuanzang en el 640 pertenecía a este complejo.
En 653-4 un ejército de alrededor de 6000 árabes dirigidos por Abdur Rahman bin Samara llegó al santuario de Zun en Zamindawar. Según las crónicas Abdur Rahman "rompió una mano del ídolo y le arrancó los rubíes que formaban sus ojos para persuadir el Marzbān de Sīstān de la inutilidad de su dios." El General le explicó al Marzbān: "mi intención era mostrarte que este ídolo no puede hacer ni daño ni beneficio."
En 698 Ubayd Alá b. Abi Bakra lideró el 'Ejército de la Destrucción' contra los Zunbil y fue derrotado. Aproximadamente en el año 700 Ibn al-Ash'ath probó suerte otra vez con el 'Ejército del Pavo real', que sufrió un motín.

### Luchas con los safáridas
C.E. Bosworth escribió:

Uno de los aspectos más importantes de la política safárida en favor de la extensión del islam en Afganistán y en la frontera con la India tras el colapso de su imperio fue la extensión en el este de Afganistán. Los primeros gobernadores árabes de Sistán habían llegado ocasionalmente hasta Ghazna y Kabul pero sus expedición habían sido poco más que saqueo y toma de esclavos. Hubo una fiera resistencia por parte de los gobernantes locales de esas regiones, especialmente por los Zunbils que gobernaban en Zamindavar y Zabulistán y que probablemente eran descendientes de los heftalitas del sur o del reino chionita de Zabul; en más de una ocasión estos zunbil inflingieron duras derrotas sobre los musulmanes. Los Zunbil estaban emparentados con los Kabul-Shahs de la dinastía turca Shahi; todo el valle del río era en la época una extensión cultural y religiosa del mundo indio y por supuesto lo había sido en los siglos previos de la civilización budista Gandhara.

## Religión
Los Zunbil adoraron a un dios de sol llamado Zun, una forma dios hindú Surya a veces llamado Zoor o Zoon. Se le suele representar con llamas irradiando de su frente. Las estatuas de dicho dios eran adornadas con oro y rubíes para los ojos. El dios parece a haber sido traído a la región por los heftalitas. Con el tiempo, región fue asimilada y sincretizada con el Hinduismo, incorporando aspectos de Shiva y Suria. La naturaleza cosmopolita del dios es típica de la variedad de religiones practicadas en la región con anterioridad a la islamización de Afganistán.

## Juegos
En el juego de ordenador Crusader Kings II, de Paradox Interactive, los Zunbil son un dinastía jugable que practica la religión zunista. En el juego se le considera independiente de otras religiones.
En Crusader Kings III, practica una de las variantes del Islam, pero se puede revivir la religión Zunista.